# Viens chez moi, j'habite chez une copine (chanson)
Ne doit pas être confondu avec Viens chez moi, j'habite chez une copine.
Viens chez moi, j'habite chez une copine est une chanson de Renaud qui a servi de bande originale au film homonyme Viens chez moi, j'habite chez une copine, film français réalisé par Patrice Leconte, sorti en 1981.

## Histoire
Renaud l’a enregistrée au studio Ramsès à Paris en 1980 mais seulement pour la bande originale du film du même nom, car elle n’était pas sur un de ses albums à l'époque.
La mélodie pirate celle de « I Only Wanna Be With You » de Dusty Springfield, adaptée en français par Richard Anthony. Pour écrire les paroles et la musique , Renaud se met dans la peau d'un loser et dragueur, pique-assiette, séducteur invétéré et souvent malheureux mais qui attendrit ses amis, incarné par Michel Blanc dans le film, que la chanson résume, alors que lui-même traverse une mauvaise passe sur le plan sentimental.
Renaud la chante le 26 décembre 1980 à la télévision française. Elle est commercialisée par Polydor en janvier 1981.

## Accueil et postérité
Le 45 tours a eu un grand succès commercial,, aidé par les 2,8 millions d'entrées du film. En juin 2023, une consultation des auditeurs de Nostalgie place la bande annonce au 37ème rang des préférées.  

## Publications ultérieures
La chanson d'ouverture du film (P'tit déj' blues), moins connue, est elle aussi composée et interprétée par Renaud. Toutes deux sortirent par la suite sur l'album Les Introuvables en 1995.
Un nouvel album hommage intitulé "The totale of la Bande à Renaud" sort le 9 octobre 2020 ; il reprend l’intégralité des titres interprétés par le collectif la Bande à Renaud en 2014 ainsi que cinq nouvelles reprises dont une nouvelle version de "Viens chez moi j’habite chez une copine".